# Dolophilodes rarus
Dolophilodes rarus är en nattsländeart som beskrevs av Kobayashi 1959. Dolophilodes rarus ingår i släktet Dolophilodes och familjen stengömmenattsländor. Inga underarter finns listade i Catalogue of Life.